# Morris Eight
Der Morris Eight war ein Kleinwagen, dessen Konstruktion durch den Verkaufserfolg des Ford Y angeregt wurde. Der Erfolg dieses Autos brachte Morris zurück auf Platz 1 der britischen Autohersteller.

## Eight Series I
Das Auto wurde von einem seitengesteuerten 4-Zylinder-Motor der Morris-UB-Serie mit 918 cm³ Hubraum angetrieben, der mit 3 Kurbelwellenlagern und einem einzelnen SU-Vergaser eine Höchstleistung von 23,5 bhp (17,3 kW) ablieferte. Das Getriebe hatte 3 Gänge, wovon die oberen beiden synchronisiert waren. Der Wagen hatte hydraulische Bremsen und eine 6-Volt-Elektroanlage.
Die Karosserie (entweder Limousine oder offener Tourenwagen) war auf einem separaten Fahrgestell mit einem Radstand von 2286 mm montiert. Der Tourer erreichte eine Höchstgeschwindigkeit von 93 km/h und verbrauchte ca. 6,25 l/100 km, die Limousinen waren etwas langsamer. Der verchromte Kühlerrahmen und der Wabenkühlergrill waren Attrappen; der eigentliche Kühler war dahinter versteckt. Die Verkaufspreise reichten von GBP 120 für den zweisitzigen Tourenwagen in Grundausstattung bis GBP 142 für die 4-türige Limousine mit „Sunshine“-Dach und Ledersitzen. Stoßfänger und Blinker kosteten 2 GBP 10 Shilling Aufpreis.
Die Bezeichnung Serie I wurde ab Juni 1935 zusammen mit anderen Morris-Modellen benutzt. Von den 164.102 gebauten Autos waren ca. 24.000 Tourenwagen.

## Eight Series II
1938 wurde das Auto so überarbeitet, dass sein Äußeres zu den anderen Morris-Modellen passte. Die Veränderungen bestanden in einem lackierten Kühlerrahmen anstatt des verchromten und Scheibenrädern (Easiclean), die die früheren Speichenräder ersetzten. Der Motor und die Mechanik blieben unverändert.

## Eight Series E
Der Morris Eight Series E brachte etliche Designänderungen, wie einen „Wasserfall“-Kühlergrill, in den Kotflügeln integrierte Scheinwerfer und fehlende Trittbretter. Das Auto wurde länger, breiter und schwerer, aber der Radstand schrumpfte um 1″ auf 2260 mm. Die „Alligator“-Motorhaube war nun hinten angeschlagen, was den Zugang zum Motor schwieriger machte. Der Motor wurde zum Typ USHM überarbeitet und bekam einen neuen Zylinderkopf, hatte – obwohl immer noch seitengesteuert – eine höhere Leistung von 29,6 bhp (21,8 kW) und die Kurbelwelle hatte Ausgleichsgewichte. Das Getriebe hatte nun 4 Gänge, die Lucas-Elektrik blieb bei 6 Volt. Die Produktion wurde während des Krieges für militärische, wichtige zivile und Exportzwecke aufrechterhalten. Die Wiederaufnahme der Gesamtproduktion war 1945, aber in Großbritannien wurden keine Tourenwagen mehr hergestellt. In Australien allerdings bot eine blühende Stellmacherindustrie weiterhin Tourenwagenversionen auf importierten Fahrgestellen an.
Der Motor wurde im Morris Minor MM weiterverwendet und diente auch als Hilfsantrieb in Panzern von Centurion, Conqueror und Chieftain.

## Series Z
Es gab eine Lieferwagenversion des Morris Eight Series E, die Morris Series Z genannt wurde. Sie wurde ab 1940 hergestellt und überlebte die Limousine. Erst 1953 wurde sie eingestellt, als der Motor nicht mehr hergestellt wurde.